# Приз ФІПРЕССІ (Одеський кінофестиваль)
Приз ФІПРЕССІ, відомий також як Приз Міжнародної кінокритики, є спеціальним призом, який з 2012 року журі Міжнародної федерації кінопреси (FIPRESCI) вручає  на Одеському міжнародному кінофестивалі. Головним завданням нагороди Міжнародних кінокритиків є розвиток кіномистецтва та заохочення молодих кінематографістів.
Переможець нагороджується дипломом, на якому обов'язково має бути вказане ім'я режисера та назва фільму. Журі має право не вручати свій головний приз.

## Лауреати
Список переможців складено на основі даних офіційного сайту Міжнародної федерації кінопреси.
| Рік  | Фільм                                            | Оригінальна назва                                | Режисер              | Країна                | Програма                   |
| ---- | ------------------------------------------------ | ------------------------------------------------ | -------------------- | --------------------- | -------------------------- |
| 2012 | Гамер                                            | Гамер                                            | Олег Сенцов          | Україна               | Національний конкурс       |
| 2013 | Креденс                                          | Креденс                                          | Валентин Васянович   | Україна               | Національний конкурс       |
| 2013 | Уроки української                                | Уроки української                                | Руслан Батицький     | Україна               | Національний конкурс (к/м) |
| 2014 | Зелена кофта                                     | Зелена кофта                                     | Володимир Тихий      | Україна               | Національний конкурс       |
| 2014 | Балажер. Корегування реальності (документальний) | Балажер. Корегування реальності (документальний) | Леся Кордонець       | Швейцарія Україна     | Національний конкурс       |
| 2015 | Дибук. Історія мандрівних душ                    | Dybuk. Rzecz o wędrówce dusz                     | Кшиштоф Копчиньскі   | Польща Україна Швеція | Національний конкурс       |
| 2015 | Син                                              | Син                                              | Філіп Сотниченко     | Україна               | Національний конкурс (к/м) |
| 2016 | Varta1, Львів, Україна                           | Varta1, Львів, Україна                           | Юрій Грицина         | Україна               | Національний конкурс       |
| 2016 | Дім                                              | Дім                                              | Ірина Цилік          | Україна               | Національний конкурс (к/м) |
| 2017 | Рівень чорного                                   | Рівень чорного                                   | Валентин Васянович   | Україна               | Національний конкурс       |
| 2017 | Бузок                                            | Бузок                                            | Катерина Горностай   | Україна               | Національний конкурс (к/м) |
| 2018 | Дельта                                           | Дельта                                           | Олександр Течинський | Україна               | Національний конкурс       |
| 2018 | Магнітна буря                                    | Магнітна буря                                    | Ігор Ганський        | Україна               | Національний конкурс (к/м) |
| 2019 | Мої думки тихі                                   | Мої думки тихі                                   | Антоніо Лукіч        | Україна               | Національний конкурс       |
| 2019 | У нашій синагозі                                 | У нашій синагозі                                 | Іван Орленко         | Україна, Франція      | Національний конкурс (к/м) |